# Anthophiura nixastrum
Anthophiura nixastrum är en ormstjärneart som först beskrevs av Litvinova 1981.  Anthophiura nixastrum ingår i släktet Anthophiura och familjen fransormstjärnor. Inga underarter finns listade i Catalogue of Life.